# 범정교회 공의회
범 정교회 공의회(汎正敎會公議會, 그리스어: Πανορθόδοξη Σύνοδος)는 공식적으로 정교회의 거룩하고 위대한 공의회(그리스어: Αγία και Μεγάλη Σύνοδος της Ορθοδόξου Εκκλησίας)라고 불리며, 2016년 6월 19일부터 6월 26일까지 그리스 크레타섬 콜리므바리에서 열린 동방 정교회의 시노드이다.
2014년 3월, 동방 정교회의 수석 주교들은 콘스탄티노폴리스 세계 총대주교 바르톨로메오스 1세의 거주지인 페네르에서 회의를 소집해 “정교회의 거룩하고 위대한 공의회는 무슨 예상치 못한 일이 생기는 경우가 없는 한 2016년 콘스탄티노폴리스의 세계 총대주교에 의해 소집하기로 한다.”는 결정을 내렸다.
2016년 1월 콘스탄티노폴리스 총대주교 바르톨로메오스의 초대로 동방 정교회 독립 교회들의 수장들인 수석 주교들이 스위스 참베시에 모여 회의를 가졌다. 단, 이 중 안티오키아 정교회와 그리스 정교회, 폴란드 정교회에서는 대표단을 대신 파견했다. 이들은 범정교회 공의회를 준비하기 위한 합의를 도출하기 위해 모였다. 당시 러시아와 터키 사이에 긴장 관계가 고조됨에 따라 2016년 1월 그리스에서 공의회를 소집하기로 결정했다.

## 의제와 진행과정 및 결정사항

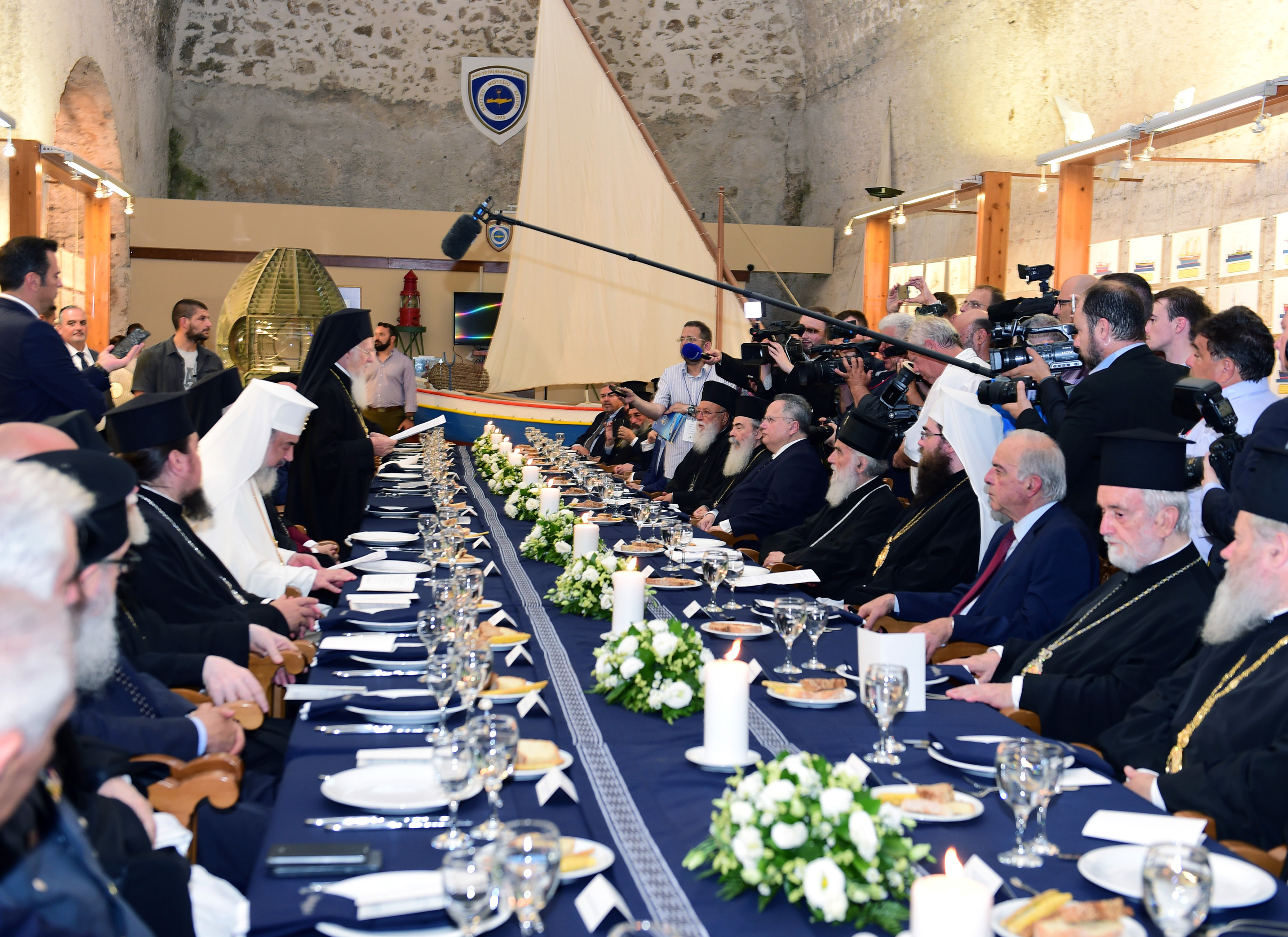
2016년 6월 그리스 크레타에 소집된 범정교회 공의회

2016년 회의에서 거룩하고 위대한 공의회에서 다룰 의제로 최종 승인한 항목은 아래와 같다.
- 현대 세계에서 정교회의 사명
- 정교회 디아스포라
- 교회의 자치와 자치의 선언 방식
- 금식의 중요성과 오늘날 금식의 준수
- 결혼성사와 그 장애들
- 정교회와 다른 그리스도교 세계와의 관계

크레타 공의회는 모든 정교회가 시노드에 앞선 협의 과정에서 상술한 문헌들에 사소한 수정을 거쳐 승인했으며, 메시지와 회칙을 채택했다.
네 개의 교회가 불참한 가운데 시노드의 공식 대변인 욥 게트카 대주교는 크레타 공의회에서 채택한 모든 문헌은 정교회 전체에 구속력을 갖게 될 것이라고 밝혔다.
2016년 6월 27일 안티오키아 정교회 시노드에서는 크레타 공의회에서 채택한 문헌들이 안티오키아 총대주교청에 대해 어떠한 구속력도 지니지 않는다는 성명서를 발표했다. 안티오키아 정교회는 크레타 공의회가 ‘범정교회 공의회로 가는 과정 중 예비 모임’일 뿐이며, 따라서 크레타 공의회의 문헌들은 최종적인 문헌이 아니며 토론의 여지가 있다고 보고 있다.
2016년 7월 러시아 정교회(모스크바 총대주교청) 시노드는 크레타 정교회를 “1961년 로도스에서 열린 첫 범정교회 공의회 협의로 시작된 정교회의 시노드 과정 역사상 중요한 사건”으로 규정한 결의안을 통과시켰다. 그러나 러시아 정교회 시노드는 크레타 공의회를 범정교회 공의회로 인정하기를 거부했으며, 따라서 공의회 문헌들이 정교회 세계 전체에 반영된다고 보지 않는다는 입장을 밝혔다. 러시아 정교회 시노드는 크레타 공의회의 문헌들에 대한 최종적인 판단을 내리기 위해 추가적인 검토를 하기로 결의했다. 2017년 12월 초, 러시아 정교회 주교회의는 러시아 정교회 시노드에서 크레타 공의회를 범정교회 공의회로 인정하지 않으며, 공의회 문헌들은 정교회 전체에 구속력을 갖고 있지 않다는 기존의 결의안을 승인했다.
2016년 11월 18일 콘스탄티노폴리스 총대주교 바르톨로메오스 1세는 아테네 관구 대주교에게 거룩하고 위대한 공의회를 거부하는 일부 그리스 정교회 성직자들을 훈계하라고 요청하는 서신을 보냈다. 서신에서 바르톨로메오스 총대주교는 그리스 정교회 측이 해당 성직자들을 훈계하라는 자신의 요청에 응하지 않을 경우 그들과의 교회적 관계와 더불어 성사 교류를 단절할 수 있는 권리가 자신에게 있다는 사실을 주지시켰다.

## 참석자 및 대표단

### 참석한 교회들
- 콘스탄티노폴리스 세계 총대주교 및 거룩하고 위대한 공의회 의장[17][18] 바르톨로메오스 1세.
- 카렐리야와 핀란드 전역의 관구 대주교 레오 마코넨.
- 탈린과 에스토니아 전역의 수도 대주교 스테파노스 카랄람비데스.
- 페르가몬의 수도 대주교 요안니스 지지울라스.
- 미국 관구 대주교 디미트리오스 트라카텔리스.
- 독일 수도 대주교 아우구스티노스 라바르다키스.
- 크레타 관구 대주교 이레나이오스 아타나시아디스.
- 덴버 수도 대주교 이사야 크로노풀로스.
- 애틀란타 수도 대주교 알렉시오스 파나기오토풀로스.
- 프렌스섬 수도 대주교 야코보스 소프로니아디스.
- 피시코니소스 수도 대주교 이오세포스 카키오라키스.
- 필라델피아 수도 대주교 멜리톤 카라스.
- 프랑스 수도 대주교 엠마누엘 아다마키스.
- 다르다넬스 수도 대주교 니키타스 루리아스.
- 디트로이트 수도 대주교 니콜라오스 피사리스.
- 샌프란시스코 수도 대주교 게라시모스 미하레아스.
- 셀리노 수도 대주교 암필로키오스 안드로니카키스.
- 한국 수도 대주교 암브로시오스 아리스토텔리스 조그라포스.
- 실리브리아 수도 대주교 막시모스 브게노풀로스.
- 아드리아노폴리스 수도 대주교 암필로키오스 스테라기오스.
- 디오클레리아 수도 대주교 칼리스토스 웨어.
- 미국 우크라이나 정교회 수도 대주교 앤서니 스카바.
- 콘스탄티노폴리스 총대주교청의 세계교회협의회 파견 대리인 텔메소스의 욥 게트카 대주교.
- 총대주교청 산하 서유럽 러시아 정교회 관구 대교구 대주교 카리오폴리스의 장 르네투.
- 미국 카르파토 러시아 정교회 교구 주교 니사의 그리고리오스 타트시스.
- 특별 자문위원:
  - 에스토니아의 주교 크리스토폴리스의 마카리오스.
  - 아토스 산 스타브로니키타 수도원의 아빠스 티혼 대수도사제.
  - 콘스탄티노폴리스 총대주교좌 수석사제 콘스탄티노스 미론.
  - 그리스 하니아의 생명의 봄 수녀원 원장 테오세니 수녀.
  - 그리스도의 거룩하고 위대한 교회(콘스탄티노폴리스)의 공문서 기록 보관인 판텔레이몬 빙가스.
  - 미국 교수 엘리자베스 프로드로무.
  - 콘스탄티노폴리스 총대주교청과 거룩하고 위대한 공의회 의장의 수석 비서 바르톨로메오스 사마라스 대수도사제.

- 알렉산드리아와 아프리카 전역의 총대주교 테오도로스 2세.[18][19]
- 악숨 수도 대주교 페트로스 기아쿠멜로스.
- 레온토폴리스 수도 대주교 가브리엘 라프토풀로스.
- 나이로비와 케나 전역의 수도 대주교 마카리오스 틸리리데스.
- 캄팔라와 우간다 전역의 수도 대주교 요나 르왕가.
- 짐바브웨와 앙골라의 수도 대주교 세라핌 라코우.
- 나이지리아 수도 대주교 알렉산드로스 지안니리스.
- 트리폴리 수도 대주교 테오필락토스 추메르카스.
- 희망봉 수도 대주교 세르기오스 키코티스.
- 키레네 수도 대주교 아타나시오스 키코티스.
- 카르타고 수도 대주교 알렉시오스 레온타리티스.
- 므완자 수도 대주교 예로니모스 무제이.
- 기니 수도 대주교 요르요스 블라디미루.
- 헤르모폴리스 수도 대주교 니콜라오스 안토니우.
- 이리노폴리스 수도 대주교 디미트리오스 자하렌가스.
- 요한네스버그와 프리토리아의 수도 대주교 다마스키노스 파판드루.
- 아크라 수도 대주교 나르키소스 감모.
- 프톨레마이도스 수도 대주교 엠마누엘 카기아스.
- 카메룬과 중앙아프리카의 수도 대주교 그리고리오스 스테르기우.
- 멤피스 수도 대주교 니코데모스 프리앙겔로스.
- 카탕가 수도 대주교 멜레티오스 카밀루데스.
- 브라자빌과 가봉의 주교 판텔레이몬 아르티모스.
- 부르군디와 르완다의 주교 인노켄티오스 비아카톤타.
- 모잠비크 주교 흐리소스토모스 카라기운니스.
- 나이로비와 케냐 산의 주교 네오피토스 콩가이.
- 특별 자문위원:
  - 테살로니키 대학교 교수 파나기오티스 츠메카스.
  - 대수도사제 파이시오스 라렌차키스.
  - 대수도사제 페트로스 파르기노스.
  - 수석사제 아테노도로스 파페이로피아디스.
  - 수석사제 요셉 크와메 라비 아베테.
  - 보제 엠마누엘 카마누아.

- 예루살렘 총대주교 테오필로스 3세.[18]
- 필라델피아 수도 대주교 베네딕토스 체쿠라스.
- 콘스탄티나 관구 대주교 아리스타라코스 페리스테리스.
- 요르단 관구 대주교 테오필락토스 요르이아디스.
- 안테돈 관구 대주교 넥타리오스 셀라르마드지디스.
- 펠라 관구 대주교 필로메노스 마카므레.
- 특별 자문위원:
  - 대수도사제 흐리스토포로스 무사.
  - 대수도사제 다미아노스 판노.
  - 대수도사제 니코데모스 스크레타스.
  - 대수도사제 흐리소스토모스 나시스.
  - 대수도사제 예로니모스 델리오글로.
  - 수석사제 요르요스 드라가스.
  - 교수 테오도로스 이안고.[20]

- 2016년 6월 9일 세르비아 교회는 당초에 6월 말 크레타에서 소집되기로 예정된 범정교회 공의회에 참여하는 것을 고려하지 않은 여러 지역 교회들의 대열에 동참했다.[21] 하지만 2016년 6월 15일 세르비아 정교회는 범정교회 공의회 참여 문제에 대한 기존의 입장을 바꾸어 공의회에서 참여를 거부한 교회들의 입장을 무시할 경우 철수하겠다는 조건하에[22] 범정교회 공의회에 참여하기로 결정했다.[23]
  - 베오그라드와 카를로비치의 수도 대주교이자 페치의 관구 대주교인 세르비아 총대주교 이리녜.[18]
  - 오흐리드와 스코페의 관구 대주교 요반 브라니스콥스키.
  - 몬테네그로 연안지대 수도 대주교 암필로히예 라도비치.
  - 자그레브와 류블랴나의 수도 대주교 포르피리예 페리치.
  - 스렘 주교 바실리예 바디치.
  - 부더 주교 루키얀 판텔리치.
  - 노바그라차니차 주교 로긴 크로코.
  - 바치카 주교 이리녜 불로비치.
  - 즈보르니크와 투즐라의 주교 흐리조스톰 예비치.
  - 지챠 주교 유스틴 스테파노비치.
  - 브라네 주교 파호미예 가치치.
  - 슈마디야 주교 요반 믈라데노비치.
  - 브라니체보 주교 이그나티예 미디치.
  - 달마티아 주교 포티예 슬라도예비치.
  - 비하치와 페트로바츠의 주교 아타나시예 라키타.
  - 부딤야와 닉시치의 주교 요안니키예 미코비치.
  - 보스니아헤르체고비나 주교 그리고리예 두리치.
  - 발레보 주교 밀루틴 코네제비치.
  - 세르비아 정교회 서아메리카 주교 막심 바실리예비치.
  - 세르비아 정교회 오스트레일리아와 뉴질랜드 주교 이리녜 도브리예비치.
  - 크루셰바츠 주교 다비드 페로비치.
  - 슬라보니아 주교 요반 출립크.
  - 오스트리아와 스위스의 주교 안드례 칠레드지치.
  - 프랑크푸르트와 독일 전역 주교 세르게이 카라노비치.
  - 티모크의 주교 일라리온 고루보비치.
  - 특별 자문위원:

  - 예가르의 주교 예로메 모체비치.
  - 비소키 데차니 수도원 대수도사제 사바 야니치.
  - 크르카 수도원 대수도사제 니코데무스 코소비츠.
  - 수석사제 조반 크르스틱.
  - 수석사제 가야 가직.
  - 베오그라드 대학교 신학과 조교수 블라단 타타로비치.[19]

- 루마니아 정교회 총대주교 다니엘.
- 이아시 관구 대주교 겸 몰다비아와 부코비나의 수도 대주교 테오판 사부.
- 시비우 관구 대주교 겸 트란실바니아 수도 대주교 라우렌티우 스트레차.
- 바드와 펠레아쿠, 클루의 관구 대주교 겸  클루지와 마라무레슈, 설라지의 수도 대주교 안드레이 안드레컷.
- 크라이오바 관구 대주교 겸 올테니아 수도 대주교 이리누 포파.
- 티미쇼아라 관구 대주교 겸 바나트 수도 대주교 요안 셀레얀.
- 서유럽 관구 대주교 겸 남서유럽 수도 대주교 요시프 포플로시프.
- 독일과 오스트리아, 룩셈부르크의 관구 대주교 겸 독일과 북중유럽 수도 대주교 세라핌 요안타.
- 트르고비슈테 관구 대주교 니폰 미하이타.
- 알바이울리아 관구 대주교 이리누 포프.
- 름니쿠블체아 관구 대주교 바르사누피에 고게스쿠.
- 로만과 바커우의 관구 대주교 요아킴 지오사누.
- 다뉴브 저지대 관구 대주교 카시안 크라치운.
- 아라드 관구 대주교 티모테이 세비치우.
- 루마니아 정교회 미국-캐나다 관구 대주교 니콜라에 콘드레아.
- 오라데아 주교 소프로니에 드린체크.
- 카라슈세베린과 스트레하이아 주교 니코딤 니콜레스쿠.
- 툴체아 주교 비사리온 발타트.
- 설라지 주교 페트로니우 플로레아.
- 헝가리 주교 실루안 마누일라.
- 이탈리아 주교 실루안 스판.
- 스페인과 포르투갈의 주교 티모테이 라우란.
- 북유럽 주교 마카리에 드라고이.
- 플로이에슈티의 주교 겸 총대주교 보좌 주교 겸 시노드 총비서 발라암 메르티카리우.
- 로비슈테의 주교 겸 름니쿠블체아 관구 대교구 보좌 주교 에밀리안 니카.[18][19]

- 노바 유스티아나와 키프로스 전역의 관구 대주교 흐리소스토모스 2세.[18][19]
- 파포스의 수도 대주교 겸 아르시노이와 페트라투로미우의 주교 요르요스 파파흐리소스토모.
- 키티온의 수도 대주교 겸 라르나카와 레프카라의 주교 흐리소스토모스 마하이리오티스.
- 키레니아의 수도 대주교 겸 라피토스와 카라바스의 주교 흐리소스토모스 키코티스.
- 리마솔의 수도 대주교 겸 아마토스와 쿠리온의 수도 대주교 아타나시오스 니콜라우.
- 모르푸와 솔로이의 수도 대주교 네오피토스 마수라스.
- 콘스탄티아와 아모코스토스의 수도 대주교 바실리오스 카라얀니스.
- 키코스와 틸리리아의 수도 대주교 니키포로스 키코티스.
- 타마소스와 오레이니의 수도 대주교 이사야스 키코티스.
- 트레미수사와 레프카라의 수도 대주교 바르나바스 스타이로부니오티스.
- 카르파시아 주교 흐리스토포로스 치아카스.
- 아르시노이(키프로스 남서부) 주교 넥타리오스 스피루.
- 아마투스 주교 니콜라오스 티미아디스.
- 레드라 주교 에피파니오스 마하이리오티스.
- 키트론 주교 레온티오스 엔글리스트리오티스.
- 네아폴리스 주교 포르피리오스 마하리오티스.
- 메사오리아 주교 그리고리오스 하트지우라니우.
- 특별 자문위원:
  - 성 바르나바 수도원 원장 요안니스 요안누 대수도사제.
  - 성 바르나바 신학교 교장 베네딕토스 요안누.
  - 대수도사제 파파그리고리오스 요안니디스.
  - 대수도사제 그리고리오스 무수루리스.
  - 대수도사제 아우구스티노스 카라스.
  - 보제 키프리아노스 쿤투리스.
  - 보제 미하일 니쿠라우.
  - 주교회의 비서 미하일 스피루.

- 2016년 5월 24일 그리스 언론 보도에 의하면, 거룩하고 위대한 공의회 위원에 임명된[24] 그리스 교회 주교들 중 최소 12명이 공의회 참석을 거부했다고 한다. 이에 그리스 교회 고위 성직자들이 긴급히 회동을 가져 참여에 반대한 고위 성직자들을 다른 수도 대주교들로 교체하였다.[25] 당초에 공의회에 참석하기로 한 이들의 목록은 2016년 3월 8일에 발표되었다.[24][26] 시노드에 참석한 최종 인원은 아래와 같다.[19]
  - 아테네 관구 대주교 예로니모스 2세.[18]
  - 필리피와 네아폴리스, 타소스의 수도 대주교 프로코피오스 차쿠마카스.
  - 페리스테리 수도 대주교 흐리소스토모스 자피리스.
  - 엘리스와 올레니의 수도 대주교 게르마노스 파라스케요폴로스.
  - 만티네이아와 키누이아의 수도 대주교 알렉산드로스 파파도폴로스.
  - 아르타 수도 대주교 이냐시오스 알렉시우.
  - 라리사-티르나보스 수도 대주교 이냐시오스 라파스.
  - 디디모티호와 오레스티아스의 수도 대주교 겸 해미몬토스의 주교 다마스키노스 카르파타키스.
  - 니카이아 수도 대주교 알렉시오스 브리오니스.
  - 네프팍토스-아기오스브라시오스 수도 대주교 이에로테오스 블라호스.[27]
  - 사모스와 이카리아의 수도 대주교 에우세비오스 피스토리스.
  - 카스토리아 수도 대주교 겸 마케도니아 북부 수도 대주교 세라핌 파파코스타스.
  - 데메트리아스와 알미로스의 수도 대주교 이냐시오스 게오르가코포울로스.
  - 카산드리아 수도 대주교 겸 테르마이코스 만의 주교 니코데모스 코라키스.
  - 히드라와 스페트세스, 애기나의 수도 대주교 에프렘 스테나키스.
  - 세레스와 니그리타의 수도 대주교 테올로고스 아포스톨리데스.
  - 시디로카스트로 수도 대주교 마카리오스 필로테우.
  - 알렉산드루폴리 수도 대주교 안티모스 코우코우리디스.
  - 네아폴리와 스타로우폴리 수도 대주교 바르나바스 티리스.
  - 메사니아 수도 대주교 흐리소스토모스 사바토스.
  - 리온과 아카르네스, 페트루폴리의 수도 대주교 아테나고라스 디카이아코스.
  - 란가다스 수도 대주교 요안니스 타시아스.
  - 네아이오니아와 필라델피아의 수도 대주교 가브리엘 파파니콜라우.
  - 니코폴리스와 프레베자의 수도 대주교 겸 옛 에피루스의 주교 흐리소스토모스 트시리가스.
  - 레리소스와 아토스 산, 아르다메리의 수도 대주교 테오클리토스 아타나소풀로스.
  - 특별 자문위원:

  - 메소니의 주교 겸 주교회의 수석 비서 클레멘트 코트소미티스.
  - 정교회 관계실 실장 이그나티오스 소티리아데스 대수도사제.
  - 정교회 관계실 부장 헤루빔 무스타카스 대수도사제.
  - 아테네 관구 대교구 총대리 겸 아테네 대학교 신학과 부교수 아다만티오스 아우구스티디스 수석사제.
  - 테살로니키 신학교 교수 바실리오스 칼리아크마니스 수석사제.
  - 아테네 대학교 신학과 교수 요르요스 필리아스.

- 티라나와 두러스, 알바니아 전역의 관구 대주교 아나스타시오스 얀눌라스토스.[18][19][28]
- 베라트와 블로러, 카니너의 수도 대주교 이냐시오스 트리안티스.
- 코르처 수도 대주교 요안 펠루시.
- 지로카스터르 수도 대주교 데메트리오스 느티그카바사니스.
- 아폴로니아와 피에르의 수도 대주교 니콜라 히카.
- 엘바산과 시파트, 리브라주드의 수도 대주교 안돈 메르다니.
- 아만티아 수도 대주교 나타니엘 스테르기우.
- 빌리스 주교 아스티 바칼바시.
- 특별 자문위원:
  - 수석사제 야니 트레빅카.
  - 아나스타시오스 벤도 신부.
  - 라켈라 데르비시 수녀.
  - 피로 콘딜리.
  - 디온 바실리 투시 박사.
  - 소닐라 렘베치 박사.
  - 오르페아 베치 박사 (홍보 담당).
  - 카라람포스 그키오카스 신부 (관구 대교구 직원).
  - 스피로스 토판자 (관구 대교구 직원).

- 바르샤바와 폴란드 전역의 관구장 주교 사바 흐리추니약.[18][19]
- 우치와 포츠난의 대주교 시몬 로만주크.
- 브로츠와프와 슈체친의 대주교 예레미야 안치미쿠.
- 루블린과 헤움의 대주교 아벨 포플랍스키.
- 비아위스토크와 그단스크의 대주교 야쿱 코스티우주크.
- 시미야티체 주교 예지 판콥스키.
- 고를리체 주교 파이시우즈 마르티니우크.
- 특별 자문위원:
  - 대수도사제 안드레아스.
  - 수석사제 아나톨 스지마니우크.
  - 수석사제 안드레 쿠즈마.
  - 대보제 파벨 토카이우크.
  - 기자 야로슬라프 차키에비츠.
  - 통역사 예지 베틀레이코.
  - 통역사 겸 간사 미콜라이 포도렉.

- 프레쇼프와 체코슬로바키아의 관구 대주교 라스티슬라프 곤트.[18][19][29]
- 프라하 관구 대주교 미할 단다르.
- 슘페르크 주교 이자야 슬라닌카.
- 특별 자문위원:
  - 주교회의 비서 밀란 게르카 수석사제.
  - 대수도사제 세라핌 세미야톱스키.
  - 수석사제 미할 슈바이코.
  - 수석보제 막심 두리라.
  - 보제 키릴 사르키시안.
  - 이베타 스타코바 (통역가).

### 불참한 교회들
| 안티오키아 교회는 예루살렘 교회와 카타르에 대한 사목 관할권을 놓고 다투었기 때문에 불참했다. 안티오키아 교회는 혼인에 관한 공의회 문헌 초안에 대해서는 조지아 교회와 더불어 입장을 보류했으며, 정교회 디아스포라에 대한 문헌에 대해서도 동의하지 않았다. 안티오키아 교회는 교회력 문제 등 다른 문제들도 논의하기를 바랐으나 이 문제에 대한 합의가 부족해 의제에서 제외되었다. 안티오키아 교회는 여전히 전면적으로 정교회 세계 전체가 참여하는 범정교회 공의회 소집을 희망하고 있으며, 2016년 모임에 대해서는 “어디까지나 범정교회 공의회로 가는 예비 모임이며, 이 문헌들은 최종적인 문헌들이 아니다. 그러나 모든 독립 교회가 참여하는 범정교회 공의회 소집에 관한 논의와 수정은 여전히 열려 있다”는 입장을 내놓았다. 러시아 교회는 안티오키아 교회와 불가리아 교회, 조지아 교회가 참여하지 않는다면 공의회가 진정한 ‘범정교회’가 될 수 없다고 판단하고 불참했다. 러시아 교회는 최종적으로 불참하기로 결정하기 전에는 범정교회 공의회 대표단 구성에 관한 예비 토론을 가졌으며, 참가자 명단도 발표했다. 2007년 신학 대화를 위한 가톨릭교회-정교회 대화 위원회에서 모스크바 총대주교청과 콘스탄티노폴리스 총대주교청은 에스토니아 교회 문제를 놓고 서로 의견이 충돌했다. 콘스탄티노폴리스 총대주교청을 따르는 에스토니아 교회의 수석 주교 스테파노스 수도 대주교는 크레타에 참석했다. 러시아 정교회를 따르는 에스토니아 교회의 수석 주교 코르넬리우스 수도 대주교는 당초 러시아 교회가 파견하기로 계획했던 참석자 명단에 포함되지 않았다. 불가리아 교회는 이미 공의회 사전에 승인된 일부 문헌 본문에 대한 의견 차이로 인해 불참했다. 엄밀히 말하면, 2016년 6월 1일 불가리아 교회 시노드는 공동 관심사에 대한 토론을 거친 후에 공의회를 열자며 개최 연기를 요구했으나 받아들여지지 않자 불참을 통보했다. 불가리아 교회는 이미 공의회에서 승인된 문헌 본문에 대해 의견의 차이가 있음을 밝혔으며, 범정교회 공의회에서 토론 과정에 이들 문헌에 대한 편집 작업이 이루어지지 않는다는 방침에 반대했다. 뿐만 아니라 불가리아 교회는 공의회 소집 장소에서 정교회 수석 주교들의 좌석 배치에 대해서도 독립 교회 수석 주교들의 평등 원칙에 위반된다며 반대 의사를 밝혔다. 또한 범정교회 공의회의 참관인들과 방청객들의 위치에 대해서도 부적절하다며 이의를 제기했다. 마지막으로 불가리아 교회는 범정교회 공의회에 참석하기 위해 불필요하게 많은 비용을 부담하게 한다며 반대했다. | 조지아 교회는 시노드의 몇몇 문헌들, 그 중에서도 특히 ‘정교회와 다른 그리스도교 세계와의 관계’에 대한 의견 차이로 불참했다. 2016년 12월 조지아 교회 시노드는 크레타 공의회가 범정교회 공의회이고, 이 공의회의 문헌들이 정교회의 가르침을 반영하고 있다는 주장에 동의하지 않는다는 입장을 밝혔다. 아메리카 정교회(OCA)는 다른 독립 교회들로부터 독립성을 인정받지 못하여 초대받지 못했다. 그렇지만 아메리카 정교회는 성직자들과 신학자들이 모여 공의회를 지지하는 의사를 밝히고, 공의회 전후를 포함하여 전반적인 과정 동안 지지하였다. 또한 공의회를 지지하는 의사를 밝힌 공개 서신과 모든 본당에서 성찬예배를 거행할 때 공의회를 위해 바칠 특별 기도문을 발표했다. 또한 아메리카 정교회는 공의회가 소집되기 며칠 전에 일부 교회들이 공의회에 참석하지 말라는 압력을 받고 있을 때에 모든 독립 교회에게 공의회를 소집하라고 재촉하는 특별 서신을 발송하였다. 그러나 공의회가 폐회한 후, 아메리카 정교회는 어떠한 성명서도 발표하지 않고 있다. 아메리카 정교회 관구장 주교 티혼은 아메리카 정교회와 콘스탄티노폴리스 총대주교청 사이의 협상을 재개하고 있다. |